# Toshihiko Honma
Toshihiko Honma (本間利彦?, Honma Toshihiko; 29 marzo 1969) è un pilota motociclistico giapponese ritiratosi dall'attività agonistica.

## Carriera
Dopo aver vinto il campionato nazionale giapponese di velocità nel 1988, ha la possibilità di esordire nel motomondiale dello stesso anno, nella classe 250 con una Yamaha, ottenendo la pole position nel GP del Giappone. Grazie a quell'unica partecipazione in cui si è classificato all'ottavo posto e agli 8 punti relativi, si classifica 32º a fine stagione.
Nel motomondiale 1989 disputa 5 gran premi e al termine della stagione si classifica al 15º posto. Nel 1990 corre nuovamente solo un gran premio, questa volta in sella ad una Honda; grazie al buon piazzamento nel GP del Giappone giunge al 25º posto nella classifica generale.
Nel motomondiale 1991 corre nuovamente un solo gran premio, questa volta nella classe 500, ma senza ottenere punti iridati; la situazione si ripete anche nei tre anni successivi, dove partecipa esclusivamente al GP del Giappone come wild card giungendo però in tutte le occasioni tra i primi arrivati e ottenendo punti validi per il mondiale. Nel motomondiale 1994 oltre a quello in 500, corre cinque gran premi nella classe 250, classificandosi in 22ª posizione finale in entrambe le classi. Corre un Gran Premio nel 1995 nella 500 senza andare a punti. Nel motomondiale 1999 corre i suoi due ultimi gran premi, sempre nella classe 250 con il team Chesterfield Yamaha Tech 3, giungendo 24º al termine della stagione.

## Risultati nel motomondiale
| 1988 | Classe | Moto   |   |  |  |  |  |  |  |  |  |  |  |  |  |  |  |  | Punti | Pos. |
| ---- | ------ | ------ | - |  |  |  |  |  |  |  |  |  |  |  |  |  |  |  | ----- | ---- |
| 1988 | 250    | Yamaha | 8 |  |  |  |  |  |  |  |  |  |  |  |  |  |  |  | 8     | 32º  |

| 1989 | Classe | Moto   |   |  |  |  |  |  |  |  |  |  |   |     |   |  |  |  | Punti | Pos. |
| ---- | ------ | ------ | - |  |  |  |  |  |  |  |  |  | - | --- | - |  |  |  | ----- | ---- |
| 1989 | 250    | Yamaha | 4 |  |  |  |  |  |  |  |  |  | 4 | Rit | 6 |  |  |  | 36    | 15º  |

| 1990 | Classe | Moto  |   |  |  |  |  |  |  |  |  |  |  |  |  |  |  |  | Punti | Pos. |
| ---- | ------ | ----- | - |  |  |  |  |  |  |  |  |  |  |  |  |  |  |  | ----- | ---- |
| 1990 | 250    | Honda | 6 |  |  |  |  |  |  |  |  |  |  |  |  |  |  |  | 10    | 25º  |

| 1991 | Classe | Moto   |    |  |  |  |  |  |  |  |  |  |  |  |  |  |  |  | Punti | Pos. |
| ---- | ------ | ------ | -- |  |  |  |  |  |  |  |  |  |  |  |  |  |  |  | ----- | ---- |
| 1991 | 500    | Yamaha | 17 |  |  |  |  |  |  |  |  |  |  |  |  |  |  |  | 0     |      |

| 1992 | Classe | Moto   |   |  |  |  |  |  |  |  |  |  |  |  |  |  |  |  | Punti | Pos. |
| ---- | ------ | ------ | - |  |  |  |  |  |  |  |  |  |  |  |  |  |  |  | ----- | ---- |
| 1992 | 500    | Yamaha | 8 |  |  |  |  |  |  |  |  |  |  |  |  |  |  |  | 3     | 21º  |

| 1993 | Classe | Moto   |  |  |   |  |  |  |  |  |  |  |  |  |  |  |  |  | Punti | Pos. |
| ---- | ------ | ------ |  |  | - |  |  |  |  |  |  |  |  |  |  |  |  |  | ----- | ---- |
| 1993 | 500    | Yamaha |  |  | 8 |  |  |  |  |  |  |  |  |  |  |  |  |  | 8     | 24º  |

| 1994 | Classe | Moto   |  |  |   |  |  |  |  |  |  |  |  |  |  |  |  |  | Punti | Pos. |
| ---- | ------ | ------ |  |  | - |  |  |  |  |  |  |  |  |  |  |  |  |  | ----- | ---- |
| 1994 | 500    | Yamaha |  |  | 6 |  |  |  |  |  |  |  |  |  |  |  |  |  | 10    | 22º  |

| 1994 | Classe | Moto   |  |  |  |  |  |     |    |     |    |    |  |  |  |  |  |  | Punti | Pos. |
| ---- | ------ | ------ |  |  |  |  |  | --- | -- | --- | -- | -- |  |  |  |  |  |  | ----- | ---- |
| 1994 | 250    | Yamaha |  |  |  |  |  | Rit | 13 | Rit | 11 | 13 |  |  |  |  |  |  | 11    | 22º  |

| 1995 | Classe | Moto   |  |  |     |  |  |  |  |  |  |  |  |  |  |  |  |  | Punti | Pos. |
| ---- | ------ | ------ |  |  | --- |  |  |  |  |  |  |  |  |  |  |  |  |  | ----- | ---- |
| 1995 | 500    | Yamaha |  |  | Rit |  |  |  |  |  |  |  |  |  |  |  |  |  | 0     |      |

| 1999 | Classe | Moto   |  |  |  |    |     |  |  |  |  |  |  |  |  |  |  |  | Punti | Pos. |
| ---- | ------ | ------ |  |  |  | -- | --- |  |  |  |  |  |  |  |  |  |  |  | ----- | ---- |
| 1999 | 250    | Yamaha |  |  |  | 10 | Rit |  |  |  |  |  |  |  |  |  |  |  | 6     | 24º  |

| Legenda | 1º posto        | 2º posto            | 3º posto            | A punti      | Senza punti        | Grassetto – Pole position Corsivo – Giro più veloce |
| Legenda | Gara non valida | Non qual./Non part. | Ritirato/Non class. | Squalificato | '-' Dato non disp. | Grassetto – Pole position Corsivo – Giro più veloce |